# サン・マウリーツィオ・ドパーリオ
サン・マウリーツィオ・ドパーリオ（伊: San Maurizio d'Opaglio）は、イタリア共和国ピエモンテ州ノヴァーラ県にある、人口約3,000人の基礎自治体（コムーネ）。

## 地理

### 位置・広がり
| 隣接するコムーネは以下の通り。括弧内のVBはヴェルバーノ・クジオ・オッソラ県所属を示す。 - ゴッツァーノ - マドンナ・デル・サッソ (VB) - オルタ・サン・ジューリオ - ペッラ - ポーニョ |

## 行政

### 分離集落
サン・マウリーツィオ・ドパーリオには、以下の分離集落（フラツィオーネ）がある。
- Alpiolo, Bacchiore, Baritto, Briallo, Lagna, Niverate, Opagliolo, Pianelli, Raveglia, Sazza